# パックンマックン
パックンマックン（Pack'n Mack'n）は、日本人とアメリカ人のお笑いコンビ。芸能事務所ハブ・マーシー所属。異国コンビのパイオニア。基本的には正統派の漫才やコントではあるが、日米の差異もネタに取り入れている。情報番組や英語にまつわるコーナーへも出演している。近年は講演も行っている。

## メンバー
パックン（本名：パトリック・ハーラン（Patrick Harlan）、 1970年11月14日 - ）
- 日本語ではボケ、英語ではツッコミを担当。立ち位置は向かって右。
- アメリカ・モンタナ州生まれ、コロラド州コロラドスプリングス出身。ハーバード大学比較宗教学部卒。
- 2008年より相模女子大学客員教授。2012年より東京工業大学非常勤講師。

マックン（本名：吉田 眞（よしだ まこと）、1973年3月26日 - ）
- 日本語ではツッコミ、英語ではボケ担当。立ち位置は向かって左。
- 群馬県富岡市出身。群馬県立吉井高等学校卒業。
- 2009年より「富岡ふるさと大使」（群馬県富岡市）。2012年より「ぐんま観光特使」（群馬県）。

## エピソード
- 1997年、2人はお互いの知り合いを通じて[1]知り合った（マックンによれば「知り合いの知り合いの知り合いの紹介」[2]）。待ち合わせは渋谷の忠犬ハチ公像の前だった[2]。
- 2004年にラスベガスで、2007年にはハリウッドで英語漫才に挑戦、成功をおさめる[3]。
- 2008年に「△□○コビッチ」で歌手デビューした。
- パックンは献血が好きで、都内の献血ルームに、時折り出向いて献血している。
- マックンは大の釣り好き。川釣りから、最近は海釣りにはまっている。

## 出演

### バラエティ

#### 現在の出演
- パックンマックンのなるほど日本!旅サーチ（JAL機内放送）
- 静岡発そこ知り（静岡放送） - 不定期出演
- 開運!なんでも鑑定団（テレビ東京） - ロケコーナー「出張!なんでも鑑定団」MC、不定期出演

#### 過去の出演
- JAL旅ウオーク → 旅タツ〜地元の達人と巡る旅〜（JAL機内放送）
- 爆笑オンエアバトル（NHK総合） - 戦績7勝5敗 最高513KB
  - 第3回チャンピオン大会 セミファイナル8位敗退
  - 2000年度は年間4勝を達成し、チャンピオン大会にも進出。特にこの年は二度オーバー500を記録するなど非常に好調だった(そのうち一つは2000年6月25日放送回の大阪収録。大阪収録では関東芸人として初となるオーバー500を記録した)。ところが、2001年度以降は4連敗を記録してしまい、2000年度とは売って変わって不調に陥ってしまうが、2002年10月12日放送回でオーバー500を記録し、遂に連敗を脱出した。更にこの回は大阪収録であり、彼らが大阪に強い事が窺える。関東芸人の中で大阪収録で二度オーバー500を記録したのは彼らのみである。[注 1]因みにパックンは番組で唯一オンエアされた外国人芸人である。
- オンバト+（NHK総合） - 「オンバト+PREMIUM」に出演
- 笑・神・降・臨（NHK総合）
- NHKジュニアスペシャル（NHK教育）
- 福祉ネットワーク（NHK教育） - 「バリアフリー探検隊」として出演
- NHK全国学校音楽コンクール第77 - 80回（NHK Eテレ） - 課題曲発表番組など、関連番組にも出演している
  - 「Nコン2010ナビゲーター」として出演
  - 第77回NHK全国学校音楽コンクール 小学校 - 高校の部（NHK教育） - リポーター
  - 第80回NHK全国学校音楽コンクール 全国コンクール（2013年10月12日 - 10月14日、NHK Eテレ） - Nコンナビゲーター
- 双方向TV 地球ゴーラウンド（NHK BShi）
- J-TECH（NHKワールドTV）
- ラジかる!!（日本テレビ）
- 太田光の私が総理大臣になったら…秘書田中。（日本テレビ）
- 笑点（日本テレビ）
- ベストヒットLIVE（テレビ朝日） - レギュラーMC
- 英語ノ門（テレビ朝日）
- スーパーシティウォーカー 〜大都会の遊び方〜（BS朝日）
- ジャスト（1998年11月 - 2005年3月、TBSテレビ）
- アッコにおまかせ!（TBSテレビ）
- 週刊!健康カレンダー カラダのキモチ（CBCテレビ制作・TBSテレビ系列）
- 朝は楽しく!スマイルサプリメント（テレビ東京） - 毎週金曜日
- 朝はビタミン!（テレビ東京） - 毎週水曜日
- データで勝負!（テレビ東京）
- ワールドエンタメサテライト（テレビ東京）
- BRAVURA（BSジャパン）
- バクマリヤ（フジテレビ）
- うまなりクン（フジテレビ） - MCオーディションとうまなり応援団に出演
- ブレイクもの!（フジテレビ） - 『お笑い世紀末スターオークション』に出演
- 家族そろってボキャブラ天国（フジテレビ） - 予選落ちくん
- ガチャガチャポン!（フジテレビ）
- ポンキッキーズ21（フジテレビ） - 『爆チュー問題の部屋』ゲストおよび二ヶ国語放送吹き替え（パックンのみ）に出演
- 小堺君の面白お台場亭（フジテレビ）
- 発見!日本の旅ウオーク〜ウオーキングプラス（BSフジ）
- ザ・リーダー（TOKYO MX）
- PMクラブ（TOKYO MX）
- みちブラっ!静岡十八番（静岡放送）
- SUPER INDEX（スーパー!ドラマTV）
- Make On The Holiday!（MUSIC ON! TV）
- どきどきわくわくお金の話（各地のケーブルテレビ）
- イマウタ〜Right On! Music〜（2019年10月7日 - 2020年9月28日、BS日テレ） - MC

### テレビドラマ
- 大好き!五つ子Go!!・2008（TBSテレビ） - マイケル・ロビンソン 役（パックン）
- 大好き!五つ子Go³!!・2008・完結編（TBSテレビ） - 中畑先生 役（マックン）
- 龍馬伝（2010年、NHK大河ドラマ） - アーネスト・サトウ 役（パックン）、岩崎弥太郎の通訳 役（マックン）

### 舞台
- パックンマックンライブ（自由が丘アイリッシュパブ） - 毎月1回
- タイタンライブ

### 劇場アニメ
- 名探偵コナン 異次元の狙撃手（2014年） - ジャック・ウォルツ 役（パックン）、刑事 役（マックン）

### ラジオ

#### 現在の出演
- パックンマックンのワールドで行こう!（ラジオ福島・FBCラジオ・ABCラジオ・RSKラジオ・BSNラジオ・KBCラジオ・HBCラジオ）
- パックンマックンの笑って覚える英会話（かしわプロダクション制作番組、RKBラジオ ほか）

#### 過去の出演
- 伊集院光 日曜日の秘密基地（TBSラジオ） - 「日曜ゼミナール」準レギュラー
- 就職戦士ブンナビ!（文化放送） - 2008年度パーソナリティ
- POP UP JAPAN（NHK-FM、NHKワールド・ラジオ日本）
- パックンマックンの「夏の思い出スペシャル2010!」（2010年8月22日12:55-14:55 スペシャル番組、NACK5）
- パックンマックン・海保知里の英語にThank you! （2011年7月4日 - 2013年3月25日、TBSラジオ） - メインパーソナリティ
- パックンマックンのお笑い見聞ロク（FBCラジオ・茨城放送、KNBラジオ、RKCラジオ、ぎふチャン、RNCラジオ、RCCラジオ、JRTラジオ）

### CM
- 「パチンコパーラータイホー」（大豊）※静岡・山梨県内で営業するパチンコチェーン
- フォーラムエイト(2022年）

### 連載
- フリーペーパー モテコ（モテコ出版）

### その他
- Dream Power ジョン・レノン スーパー・ライヴ2006（2006年） - MC
- YouTube 　チョコレートプラネットチャンネル・・・悪い顔選手権[4]

## 音楽

### CDシングル
- △□○コビッチ（2008年、ポニーキャニオン、ASIN B00127ISVI）[注 2]

### 『みんなのうた』出演
- △□○コビッチ（2008年2月から3月）[注 3]
  - 1番「マルコビッチ」から2番「サンカクーニャ」、3番「シカクイノフ」までソロで交互に歌い、終曲を2人で合唱して終わる。

## 書籍
- パックンマックンの笑われる英語 笑わせる英語（2002年、青春出版社、ISBN 4413033477）
- 小卒レベルのおれがラスベガスで英語で漫才ができた理由（2004年、幻冬舎、ISBN 434400468X）
- パックンマックンの「使いこなせ! カタカナ語」ビジネス編 仕事で役立つ頻出300語マスター（2006年、小学館、ISBN 4093103925）
- 中学生のためのショート・ストーリーズ 2 パックンマックンが選ぶ旅と冒険の話集（2007年、学習研究社、ISBN 4052026276） - 野口健（著）、パックンマックン（編集）、須山静夫（翻訳）
- パックンマックン★海保知里の笑う英作文（2013年3月10日、扶桑社、ISBN 978-4594067878）